# 哥本哈根南港

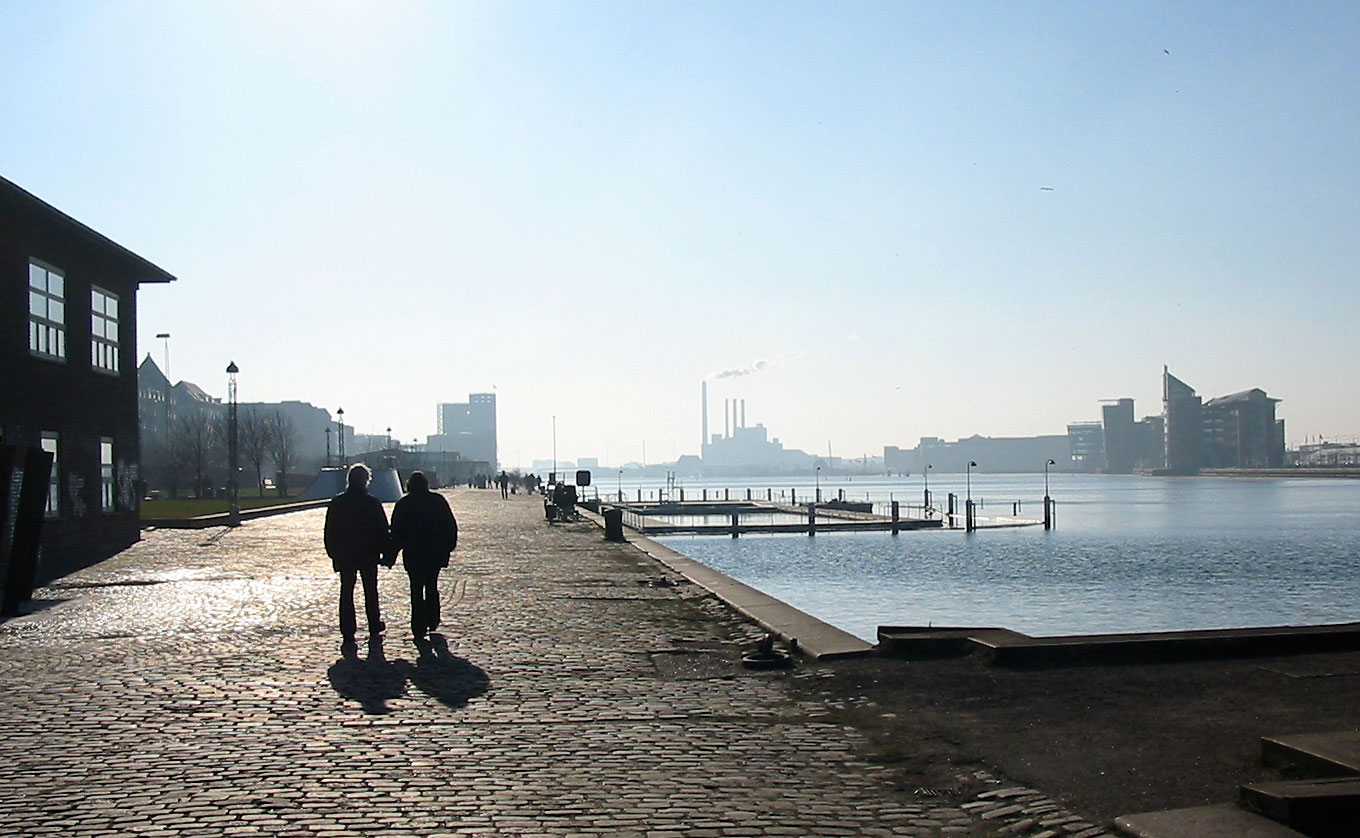
哥本哈根南港

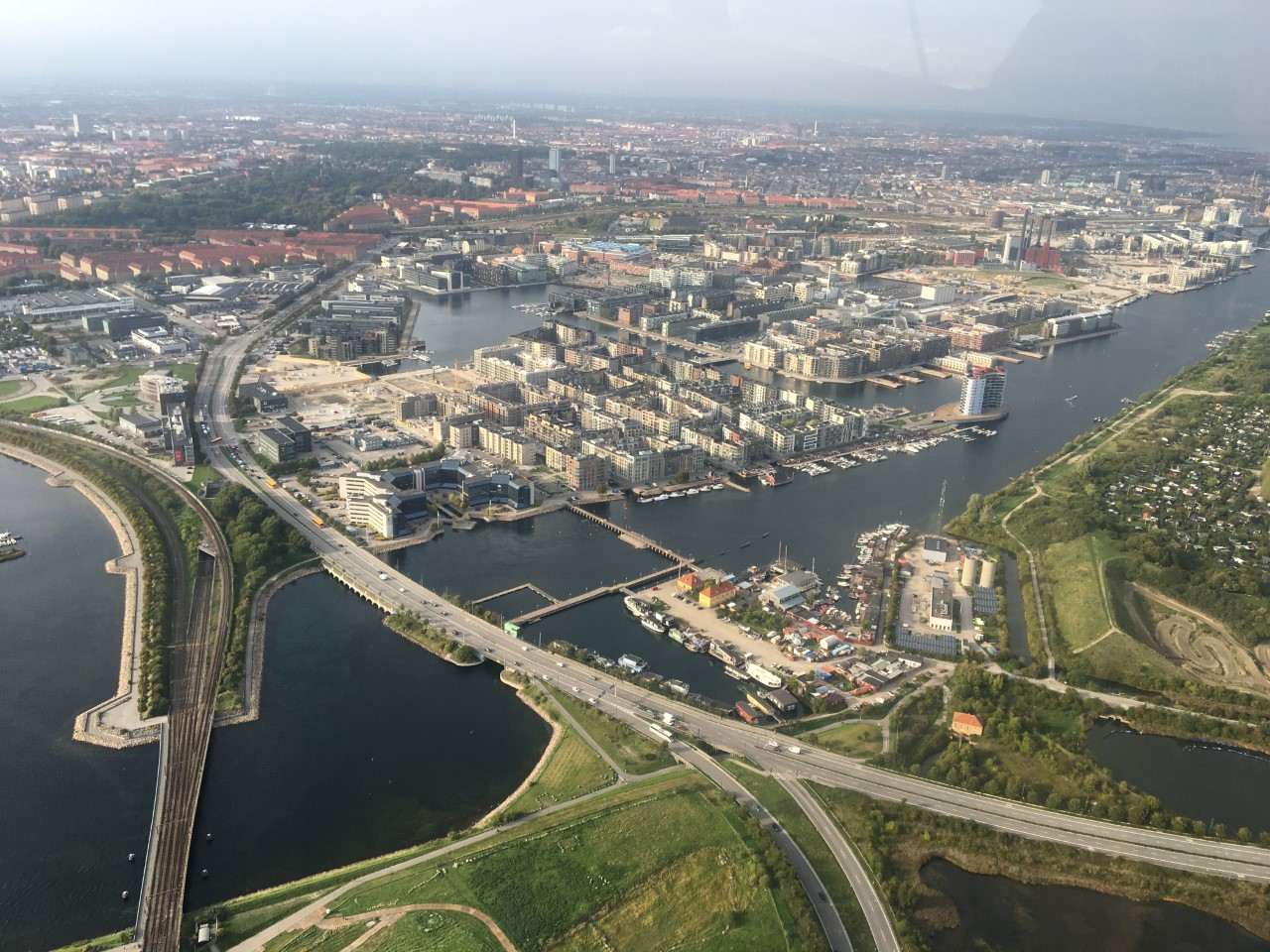
哥本哈根南港地区航拍图。图中楼群所在区域原为工业区，现已转换为商业、办公区域。

哥本哈根南港（丹麥語：Københavns Sydhavn）是丹麦哥本哈根港的一个港区，位于哥本哈根主城区西南部。 该区域内曾存在大面积的工业区，现正在进行都市更新。  如今，哥本哈根南港 分为两部分：旧部分和新部分。